# 1993-as Vuelta ciclista a España
Az 1993-as Vuelta a España volt a 48. spanyol körverseny. 1993. április 26-a és május 15-e között rendezték. A verseny össztávja 3605 km volt, és 20 szakaszból állt. Végső győztes a svájci Tony Rominger lett.

## Végeredmény
|    | Versenyző         | Csapat        | Idő            |
| -- | ----------------- | ------------- | -------------- |
| 1  | Tony Rominger     | CLAS-Cajastur | 96 óra 07'03’’ |
| 2  | Alex Zülle        | ONCE          | 29’’           |
| 3  | Laudelino Cubino  | Amaya Seguros | 8'54’’         |
| 4  | Oliverio Rincón   | Amaya Seguros | 9'25’’         |
| 5  | Jesús Montoya     | Amaya Seguros | 10'27’’        |
| 6  | Pedro Delgado     | Banesto       | 11'17’’        |
| 7  | Erik Breukink     | ONCE          | 17'58’’        |
| 8  | Melchor Mauri     | Amaya Seguros | 19'53’’        |
| 9  | Johan Bruyneel    | ONCE          | 20'01’’        |
| 10 | Fernando Escartín | CLAS-Cajastur | 23'27’’        |